# Kruh moderních filologů
Kruh moderních filologů (dále jen KMF) je společenská organizace, která vyvíjí činnost jako vědecká společnost sdružená v Radě vědeckých společností Akademie věd České republiky (dále jen RVS AV ČR). Jedná se o organizaci vědeckých a pedagogických pracovníků v oblasti jazykovědy, literární vědy a didaktiky cizích jazyků i adeptů těchto oborů z řad studentů vysokých škol.

## Činnost
K formám činnosti KMF patří zejména organizace konferencí, seminářů, sympozií a přednášek. Činnost KMF je financována z členských příspěvků a dotací RVS AV ČR.

## Sídlo
Sídlem KMF je Praha, aktuálně Ústav translatologie Filozofické fakulty Univerzity Karlovy v Praze. Pobočky působí v Českých Budějovicích, Hradci Králové a Ostravě.

## Spolupráce s ostatními organizacemi
KMF je zakládajícím členem Fédération internationale des professeurs de langues vivantes. Od roku 2012 KMF spolupracuje se Svazem germanistů České republiky. Neformálního charakteru je spolupráce s Pražským lingvistickým kroužkem a Jazykovědným sdružením České republiky, v jehož časopise, Jazykovědných aktualitách, byly až do 80. let 20. stol. uveřejňovány teze přednášek konaných v rámci KMF.

## Ročenka
Ročenka je publikačním orgánem KMF. První číslo bylo vydáno v roce 1956. Následující čísla vycházela s kolísající periodicitou danou především finančními důvody. Ročenky obsahují odborné články a recenze, přehledy činnosti KMF, zprávy odborných skupin a komisí, zprávy z porad hlavního výboru i valného shromáždění KMF apod. Všechna čísla jsou k dispozici online na webových stránkách KMF.

## Historie

### Klub moderních filologů

#### Vznik a cíle
KMF je nástupnickou organizací Klubu moderních filologů (dále jen Klub), jenž vznikl 25. února 1910 na základě výnosu c. k. místodržitelství království Českého. Tímto právním aktem byl vyjádřen souhlas s usnesením zakladatelů na ustavující valné hromadě, která se uskutečnila 30. dubna 1909. Klub vznikl z iniciativy studentů Filozofické fakulty Univerzity Karlovy v Praze sdružených v Kroužku českých slavistů, Kroužku českých germanistů a Kroužku studentů francouzštiny v rámci jakési oborové emancipace. Svým programem se Klub totiž vymezil hlavně proti Jednotě českých filologů sdružující mj. odborníky na klasické jazyky, jakkoli dvojí členství v Klubu i Jednotě nebylo žádnou vzácností. Cílem organizované činnosti Klubu bylo pomáhat členům osvojit si obsah přednášek a snadněji získávat informace o aktuálních výzkumných trendech v jednotlivých oborech. Tyto cíle byly realizovány především prostřednictvím přednáškové činnosti, zřízením knihovny a edicí různých spisů.

#### Společensko-historický kontext
Klub v zásadě představoval český ekvivalent organizací jako Allgemeiner Deutscher Neuphilologen-Verband (1880, Německo), Modern Language Association of Great Britain (1893, Velká Británie), Association des Professeurs de Langues Vivantes (1903, Francie) apod. Jeho vznik přímo souvisel se společenskými změnami tehdejší doby. Hospodářský, průmyslový, technický i kulturní rozvoj v druhé polovině 19. stol. generoval zvýšenou potřebu výuky živých jazyků, jejímž důsledkem byl rostoucí počet jejich učitelů na různých typech škol. Klasické vzdělání založené na latině a řečtině začalo ztrácet výsadní postavení a totéž platilo o gramaticko-překladové metodě, na které byla výuka klasických jazyků vystavěná. Významnou úlohu zde sehrál spis Wilhelma Viëtora s názvem „Der Sprachunterricht muss umkehren“ z roku 1882. Jeho autor usiloval o reformu výukových metod živých cizích jazyků spočívající mj. v integraci fonetiky do vyučování, redukci gramatiky na centrální jevy či v důrazu na zvládnutí jazyka v situacích běžného života.

#### Organizační struktura
Členskou základnu Klubu tvořili členové zakládající, čestní, přispívající a činní. Činnými členy byli studenti Filozofické fakulty a kandidáti učitelství v oboru filologie. V čele Klubu stál výbor volený valnou hromadou počátkem každého roku. Funkce zastávali přednášející Filozofické fakulty, kde měl Klub své sídlo a určitou dobu i vlastní místnost. Prvním předsedou byl zvolen prof. František Pastrnek, funkci místopředsedy vykonával prof. Max Křepinský. Jednatelem se stal dr. Otokar Fischer. Členy výboru byli Jan Jakubec a Miroslav Hýsek. Mezi členy Klubu patřil např. František Trávníček. Klub měl od počátku přibližně 300 členů, přičemž ze soupisu členů první výroční zprávy Klubu vyplývá, že členskou základnu tvořili převážně ti filologové, kterým ještě ani nebylo, či teprve čerstvě bylo třicet let.

#### Financování a podpůrné aktivity
Aktivity Kluby byly financovány prostřednictvím členských příspěvků, subvencí Ministerstva školství a osvěty a České akademie věd a umění. Klub se přesto potýkal s finančními problémy, které od roku 1918 řešil tak, že pořádal jazykové kurzy spojené s výukou těsnopisu a psaní na stroji, jež se konaly až do roku 1952. Největší zájem byl o angličtinu, němčinu, francouzštinu a ruštinu.

#### Ediční a přednášková činnost
V roce 1911 Klub založil Časopis pro moderní filologii (dále jen ČMF), jehož edice představovala zpočátku hlavní náplň činnosti Klubu a jenž plnil v zásadě dvě základní funkce:

1. Informoval členy Klubu o organizačních záležitostech (zejména v počátcích své existence).
2. Byl publikační platformou členů.

V časopise byly publikovány zprávy, referáty, studie, i výtahy z disertačních prací. Zvláštností byla sekce s názvem „Hlídka časopisů“, v níž čtenáři našli informace k tomu, co vyšlo v ostatních českých i zahraničních periodicích podobného zaměření. Nápadné je, že v celém prvním čísle, ani ročníku není formulováno žádné podrobnější programové vyhlášení, což kontrastuje s ostatními filologickými periodiky, která tehdy začala vycházet. Z hlediska metodologického ČMF uplatňoval filologický přístup a jednotlivé příspěvky vycházely především ze snahy zasazovat zkoumané jevy do širších souvislostí, jinak byl však spíš metodologicky nevyhraněný. Díky tomu se také stal širokou publikační platformou, která Bohumilu Trnkovi umožnila od roku 1928 v ČMF publikovat zprávy o činnosti Pražského lingvistického kroužku (dále jen PLK), který ČMF využíval jako svůj publikační prostředek. Zejména v druhé polovině 30. let se pak v ČMF začínají objevovat náznaky sporů mezi představiteli ČMF (potažmo Klubu) a PLK, o nichž se ale lze domnívat, že měly z velké míry osobní pozadí. Vydávání prvních čísel Klub financoval sám, přičemž časopis zpočátku vycházel až pětkrát ročně a měl značný rozsah (i více než 450 stran), ten se však postupem času zmenšoval. Do roku 1922 redaktory byli Jan Máchal, Josef Janko a Prokop Miroslav Haškovec. Alespoň navenek si byli jednotliví členové redakce rovni, neboť nikdo z nich nebyl oficiálně veden jako šéfredaktor. První čísla obsahovala část slavistickou, germanistickou a romanistickou; za každou z nich byl zodpovědný jeden ze členů redakce. V roce 1923 došlo k reorganizaci navržené Vilémem Mathesiem, spočívající mj. v tom, že Josef Janko se stal hlavním redaktorem. Ostatní členové redakce se stali odbornými redaktory. V témže roce v rámci časopisu vznikla anglistická sekce. V roce 1924 zmizelo členění na sekce a na vydávání časopisu začala přispívat Česká akademie věd a umění. V letech 1927–1934 se na vydávání časopisu finančně podílelo též Ministerstvo školní a národní osvěty. V letech 1922–1929 časopis obsahoval samostatnou didaktickou část, jejímž iniciátorem byl francouzštinář Jaroslav O. Hruška, po jehož smrti tato sekce zanikla. Za okupace byl časopis sloučen s Listy filologickými v čtvrtletník s názvem Český časopis filologický. Po druhé světové válce došlo k obnově ČMF, přičemž 34. ročník časopisu vydal v roce 1951 ještě KMF. Následovala roční odmlka, která měla do značné míry ideologicko-politické pozadí: V roce 1952 byl ČMF kritizován ze strany Ministerstva informací a osvěty i stranické organizace na Filozofické fakultě UK pro jeho celkové ideové zaměření a úroveň článků z německé literatury. Následující ročník vydala v roce 1953 už Československá akademie věd (dále ČSAV). Nově strukturovaný časopis řídila nová redakční rada. Důsledkem realizovaných změn byl mj. odchod bohemistiky a slavistiky do jiných časopisů, tj. ČMF se stal časopisem zaměřeným především na jazyky germánské (včetně angličtiny) a románské. Byly zvýšeny autorské honoráře, najelo se na přesnou periodicitu a ročníky se začaly vázat na kalendářní, nikoli akademický rok. Krátce po skončení druhé světové války byla k časopisu zásluhou prof. Bohumila Trnky připojena cizojazyčná recenzní příloha nazvaná Philologica, ze které se později díky prof. Zdeňku Vančurovi stal samostatný časopis Philologica Pragensia. Za několik let si oba časopisy své role vyměnily. V roce 1963 byl ČMF s Philologica Pragensia sloučen, aby se v roce 1972 stal její oddělitelnou přílohou. Jako samostatné periodikum časopis opět existuje až od roku 1991, kdy došlo k reorganizaci vydávání časopisů pod patronací ČSAV.
Klub kromě ČMF vydal dva sborníky k životním jubileím významných jazykovědců, a to prof. Františka Pastrnka a prof. Josefa Zubatého, a skripta, resp. přednášky pro posluchače Filozofické fakulty.
Přednášky pořádal Klub spíš zřídka. Jednou z nejvýznamnějších přednáškových akcí byl První sjezd českých profesorů filosofie, filologie a historie v roce 1929, na němž přednesli své příspěvky i členové Klubu, např. Josef Janko, Hugo Siebenschein, Vilém Mathesius, Zdeněk Vančura a mnoho dalších. V prvních okupačních letech organizoval Klub členské večery pod názvem Divadlo českých profesorů, kde přednášel např. i Jan Mukařovský. Pravidelné přednášky začal Klub pořádat až začátkem padesátých let z podnětu Kabinetu pro moderní filologii při ČSAV.

#### Mezinárodní spolupráce
Zahraniční styky Klubu závisely především na iniciativě jednotlivých členů. V dubnu roku 1930 se v Paříži dr. Jaromír Fiala, aktivní člen Klubu, romanista a pozdější lektor metodiky francouzského jazyka na Filozofické fakultě Univerzity Karlovy v Praze, zúčastnil zasedání zástupců jedenácti evropských zemí a USA, kteří se usnesli na založení Mezinárodní federace profesorů živých jazyků (Fédération internationale des professeurs de langues vivantes). Fakticky byla organizace ustavena v roce 1931 a Klub i Kruh byl, resp. je jejím aktivním členem dodnes (s výjimkou let 1948–1965, kdy byly styky se západním světem z politických důvodů komplikované).

#### Situace po druhé světové válce
Konec druhé světové války představoval v dějinách Klubu významnou cézuru. Výbor Klubu tehdy stál před úkolem přizpůsobit svou činnost novým politickým a společenským poměrům, a tak byl v roce 1946 vypracován návrh nových stanov, jenž však nadřízenými místy nebyl schválen. Stejný osud pak stihl i druhý návrh o tři roky později. Situaci navíc zkomplikovaly finanční problémy způsobené zrušením kurzů v roce 1952 a následnou měnovou reformou o rok později. V roce 1953 byl v souvislosti s vytvořením ČSAV, resp. její Komise pro organizaci vědeckých společností touto komisí vytvořen nový návrh stanov, v rámci něhož došlo ke změně názvu organizace, a z Klubu se tak stal Kruh, jenž byl právně ustaven na valném shromáždění 17. září 1956.

### Kruh moderních filologů

#### Funkcionáři
Prvními funkcionáři KMF byli prof. Bohumil Trnka (předseda), prof. Josef Kopal a prof. Josef Dvořák (místopředsedové), dr. Jiří Nosek (vědecký tajemník) a dr. Vilém Fried (hospodář). Dalšími členy výboru byli prof. Zdeněk Vančura, prof. Hugo Siebenschein, doc. Josef Bukáček, dr. Alois Hofmann a dr. Stanislav Lyer. Funkci administrativního tajemníka téměř 20 let vykonával Miloš Popel.
Ve funkci předsedy později působili prof. Otakar Novák, prof. Josef Dubský, prof. Zdeněk Stříbrný, doc. Josef Hendrich, prof. Martin Hilský, prof. Libuše Dušková, prof. Bohuslav Mánek, prof. Jitka Radimská, doc. Marie Vachková (2011-2017) a prof. Jana Králová (od roku 2017 dosud).

#### Pobočky a Krúžok moderných filológov
Postupně vedle pražského ústředí KMF vznikly i jeho pobočky, a to v Brně (1956, předseda Leopold Zatočil), Olomouci (1964), Plzni (1965), Hradci Králové (1991), Českých Budějovicích (1997) a Ostravě (1998).
V říjnu roku 1956 byl v Bratislavě založen Krúžok moderných filológov jakožto samostatná součást KMF v čele s Viliamem Schwanzerem. V roce 1960 byl Krúžok přidružen ke Slovenské akademii věd.

#### Odborné skupiny a komise
Též v roce 1956 byla v rámci KMF zřízena Odborná skupina pro funkční jazykozpyt, jejímž svolavatelem byl prof. Bohuslav Trnka, a to od roku 1956 do roku 1984, kdy zemřel. Členy skupiny byly jednak etablovaní lingvisté té doby, jednak mladí adepti lingvistiky. Vznik skupiny mj. souvisel s faktickou likvidací PLK: Bohumil Trnka byl s PLK jakožto jeden z jeho zakladatelů v úzkém spojení a skupinu založil ve snaze pokračovat v přednáškách a diskuzích v jeho duchu. Hlavními tématy přednášek byly především následující okruhy:
- Jazyk a logika
- Definice slova a příbuzné jevy
- Slovní druhy ve funkční perspektivě větné.

Teoretický rámec přednášek a diskuzí ilustrují teze obsažené ve stati „Prague Structural Linguistics“ (Trnka, B. / Vachek, J. a kol., 1958, in: Philologica Pragensia 1, s. 33–40), zde uvedené jen v nejzákladnějším výběru:
- Cíl lingvistické práce je rozbor jazykových projevů všech druhů, psaných i mluvených.
- Lingvistická teorie není apriorní disciplína nezávislá na empirii, ale teoretický rámec odvozený z konkrétního jazykového materiálu. Lze ji ověřit, rozvíjet, zlepšovat na základě dalšího materiálu a výsledků výzkumu.
- Každou jazykovou strukturu je třeba popsat na základě příslušného jazyka, nelze aplikovat kategorie jiných jazyků (latiny).
- Lexikální stránka jazyka je důležitá složka jazyka, podstatná ve všech jazykových plánech, neboť se zabývá významem. Výzkum strukturních rysů významu je jeden z nejnaléhavějších úkolů moderní lingvistiky.
- Pražská škola zdůrazňuje funkční roli jazyka jako systému sloužícího k uspokojování komunikativních a expresivních potřeb jazykového společenství.

Některé přednášky, které prof. Trnka přednesl, vyšly v Ročenkách KMF. Význam skupiny spočíval mj. v tom, že podstatně přispěla k překlenutí takřka čtyřicetileté mezery mezi dobou působnosti PLK a obnovením jeho činnosti na počátku 90. let 20. století.
V roce 1957 byla ustavena Odborná skupina pro bádání o životě a díle Adalberta Stiftera pod vedením prof. Huga Siebenscheina. V roce 1958 vznikla Odborná skupina pro metodologii literární vědy za předsednictví prof. Zdeňka Vančury a Odborná skupina pro rumunskou filologii v čele s dr. Vladimírem Hořejším.
V rámci KMF byly ustaveny též různé komise. V roce 1956 vznikla Lexikografická komise v čele s prof. Bohuslavem Trnkou, jejímž úkolem byla koordinace lexikografických prací, mj. příprava Velkého francouzsko-českého slovníku, jenž byl vydán v roce 1974 v nakladatelství Academia. V roce 1962 byla uvedena v život Odborná skupina pro vyučování jazyků, kterou v Praze vedla doc. A. Tionová, v Brně doc. Zdeňka Stavinohová. Rok 1962 byl též rokem vzniku Odborné skupiny pro literární vědy. V roce 1966 byla v souvislosti s politickým uvolňováním 60. let zřízena Zahraniční komise s předsedou doc. Vilémem Friedem v čele. V 90. letech pak vznikla Skupina pro anglickou medievalistiku vedená prof. Janem Čermákem. V současné době je aktivní Skupina pro románskou kontrastivní lingvistiku koordinovaná doc. Ondřejem Peškem.

#### Přednášky, semináře a publikační činnost
Jednou ze stěžejních aktivit KMF, která přetrvala dodnes, je činnost přednášková, jež probíhá v jednotlivých pobočkách KMF. Dnes i v minulosti přitom převládaly přednášky na témata lingvistická, následovaná přednáškami literárněvědnými a didaktickými.
Na vydávání ČMF se KMF dnes již nepodílí. Od roku 1956 vydává Ročenku, jež vychází především z finančních důvodů spíš nepravidelně. Významnou položkou v publikační činnosti KMF jsou různé sborníky, např. sborník s názvem Jazyk revoluční doby z roku 1990 obsahující příspěvky z konference k 200. výročí Francouzské revoluce. V letech 1999, 2001, 2004 a 2009 byly zásluhou pracovníků Skupiny pro anglickou medievalistiku vydány sborníky překladů staroanglických a středoanglických textů. Za zmínku stojí též sborník příspěvků z Mezinárodní konference Byronovy společnosti konané v Praze v roce 1998, jenž byl vydán za spoluúčasti KMF, resp. jeho Skupiny pro studium díla Lorda Byrona a romantické literatury (vedení: prof. Martin Procházka). Sborník za přispění KMF připravila též Goethova společnost v České republice. V letech 1998–2001 se KMF podílel, i když bez finanční účasti, na vydání pěti čísel časopisu Svět literatury (vedoucí redaktor: prof. Vladimír Svatoň), a to ve spolupráci s Filozofickou fakultou a Institutem základů vzdělanosti Univerzity Karlovy v Praze.
V roce 1967 se v Praze uskutečnil mezinárodní seminář ve spolupráci KMF a Association des Professeurs de Langues Vivantes pod záštitou UNESCO, předsedy ČSAV a Ministerstva školství. V roce 1992 pořádala Univerzita Karlova mezinárodní konferenci k 400. výročí narození J. A. Komenského, na které se pod vedením doc. Josefa Hendricha KMF podílel řízením 5. sekce, zaměřené na funkci jazyků. Patnáctičlenný pracovní tým KMF zajišťoval program a byl zodpovědný za redakci sborníku, jenž byl vydán v nakladatelství Karolinum. O dva roky později KMF zorganizoval symposium na téma Výuka cizích jazyků na středních školách.
Od poloviny 90. let až dosud (2015) se na Pedagogické fakultě Univerzity Karlovy v Praze ve spolupráci s KMF konají celostátní semináře k didaktickým základům cizích jazyků, na nichž bylo prosloveno téměř 80 přednášek. Impulz ke vzniku podobných seminářů přišel od mladých vysokoškolských didaktiků, především z Katedry germanistiky Pedagogické fakulty Masarykovy univerzity v Brně. Jedním z motivů vzniku seminářů byly významné společenské změny po roce 1989, jež vyvolaly nové akutní potřeby v oblasti výuky cizích jazyků, a tudíž i v oblasti přípravy jejich učitelů. Z hlediska tematického vykrystalizovaly čtyři základní oblasti, na které se semináře soustředily:
1. Otázky profesní přípravy učitelů cizích jazyků pro různé stupně výuky, včetně dalšího vzdělávání učitelů (vztah teorie a praxe v lingvodidaktické přípravě učitelů cizích jazyků; rozvoj vyučovacích dovedností, nezbytných pro zvládnutí učitelské profese).
2. Uplatnění zřetele k osobnosti žáka a některé základní psychologické otázky didaktiky cizích jazyků (činnostní a osobnostní pojetí výuky; výuka nadaných žáků; otázky individualizace výuky, diagnostika učebních stylů a rozvoj autonomního učení; výuka žáků se specifickými vzdělávacími potřebami; otázky humanizace výuky a možnosti využití alternativních metod na různých typech a stupních škol)
3. Tvorba učebních osnov, učebnic a dalších výukových médií, spolu s řešením obecných přístupů ke vztahu jazykových prostředků a řečových dovedností (odpovědnost učitelů za kritický výběr kvalitních učebních souborů a za jejich efektivní využití ve výuce)
4. Výuka cizích jazyků v evropském kontextu a otázky jazykové politiky Evropské unie (záměrné pěstování jazykové diverzity; rizika jednostranných preferencí tzv. velkých jazyků)

Jako garanti celostátních seminářů k teoretickým základům didaktiky cizích jazyků působili Prof. PhDr. Stanislav Jelínek, CSc. (1995–2001), doc. PhDr. Josef Hendrich, CSc. (1995–2002), doc. PhDr. Marie Fenclová, CSc. (2003–2014), PaedDr. Jana Folprechtová, CSc. (2002–2009), PhDr. Radka Hříbková, CSc. (2010–2011), PhDr. Lenka Rozboudová-Havelková, Ph.D. (od r. 2012 až dosud).
Zprávy z těchto seminářů byly kontinuálně uveřejňovány v časopise Cizí jazyky.

## Použitá literatura
- Čermák, Petr (2010): Klub moderních filologů a Časopis pro moderní filologii. In: XXIII. Ročenka Kruhu moderních filologů, str. 44–49. Dostupné online na http://www.kmof.cz/docs/rocenka_23.pdf (25. 12. 2014)
- Čmejrková, Světla / Hoffmannová, Jana (2010): Jazykovědné sdružení České republiky. In: XXIII. Ročenka Kruhu moderních filologů, str. 41–43. Dostupné online na http://www.kmof.cz/docs/rocenka_23.pdf (25. 12. 2014)
- Dušková, Libuše (2010): K činnosti Kruhu moderních filologů v oblasti lingvistiky. In: XXIII. Ročenka Kruhu moderních filologů, str. 13–18. Dostupné online na http://www.kmof.cz/docs/rocenka_23.pdf (25. 12. 2014)
- Folprechtová, Jana (2010): Celostátní seminář k teoretickým základům didaktiky cizích jazyků v letech 1995–2009. In: XXIII. Ročenka Kruhu moderních filologů, str. 19–25. Dostupné online na http://www.kmof.cz/docs/rocenka_23.pdf (25. 12. 2014)
- Hampl, Zdeněk (1968): Nad padesáti ročníky Časopisu pro moderní filologii. In: Časopis pro moderní filologii, 3/50, str. 129–143.
- Hendrich, Josef (2010): K historii Klubu a Kruhu moderních filologů. In: XXIII. Ročenka Kruhu moderních filologů, str. 5–18. Dostupné online na http://www.kmof.cz/docs/rocenka_23.pdf (25. 12. 2014)
- Hoffmannová, Jana (2013): Padesát let s Jazykovědnými aktualitami. In: Jazykovědné aktuality 3–4/50, str. 167–174. Dostupné na https://web.archive.org/web/20150205021536/http://jazykovednesdruzeni.cz/JA_2013_3_4.pdf (25. 12. 2014)
- Hoskovec, Tomáš (2010): Klub a Kroužek. Úvahy o dynamice české filologie. In: XXIII. Ročenka Kruhu moderních filologů, str. 26–40. Dostupné online na http://www.kmof.cz/docs/rocenka_23.pdf (25. 12. 2014)
- Klégr, Aleš / Čermák, Petr (2012): Časopis pro moderní filologii – stoletý věk nevadí. In: Akademický bulletin 7/2012. Dostupné na http://abicko.avcr.cz/2012/07/12/index.html (25. 12. 2014)